# Liste der grönländischen Erwerbsminister
Die Liste der grönländischen Erwerbsminister listet alle grönländischen Erwerbsminister.
Von 1979 bis 1983 war das Erwerbsministerium für alles Wirtschaftliche, auch Finanzen, zuständig. Bis 2002 gab es meist kein Ministerium unter dem Namen Erwerb, da die einzelnen wirtschaftlichen Zweige einzeln benannt wurden. In den 1980ern und 1990ern waren die Ressorts Handel, Industrie und Berufsbildung, die dem Erwerb zugeordnet werden können, auf verschiedene Ministerien aufgeteilt, wobei weiterhin keines den Namen Erwerb trug. Erst ab 2002 wurde ein eigenes Erwerbsministerium geschaffen, das unabhängig von den Wirtschaftszweigen Fischerei, Jagd und Landwirtschaft zuständig ist.
| Antritt            | Abgang             | Minister                                                                     | Leben                | Partei                   | Regierung               | evtl. übergeordnetes Ministerium |
| ------------------ | ------------------ | ---------------------------------------------------------------------------- | -------------------- | ------------------------ | ----------------------- | -------------------------------- |
| 7. Mai 1979        | 17. Juni 1984      | Lars-Emil Johansen                                                           | * 1946               | Siumut                   | Motzfeldt I, II         |                                  |
| 17. Juni 1984      | 10. Februar 1986   | Lars-Emil Johansen (Handel und Industrie) Josef Motzfeldt (Berufsbildung)    | * 1946 * 1941        | Siumut Inuit Ataqatigiit | Motzfeldt III           |                                  |
| 10. Februar 1986   | 12. April 1988     | Josef Motzfeldt (Handel und Berufsbildung/Jugend) Moses Olsen (Industrie)    | * 1941 1938–2008     | Inuit Ataqatigiit Siumut | Motzfeldt III, IV       |                                  |
| 12. April 1988     | 7. Juni 1988       | Moses Olsen (Industrie) Johanne Petrussen (Handel und Jugend)                | 1938–2008 1950–2023  | Siumut Inuit Ataqatigiit | Motzfeldt IV            |                                  |
| 7. Juni 1988       | 17. März 1991      | Emil Abelsen (Handel) Kaj Egede (Industrie)                                  | 1943–2005 1951–2013  | Siumut                   | Motzfeldt V             |                                  |
| 17. März 1991      | 19. Mai 1992       | Kaj Egede (Industrie)                                                        | 1951–2013            | Siumut                   | Johansen I              |                                  |
| 19. Mai 1992       | 4. April 1995      | Ove Rosing Olsen                                                             | * 1950               | Siumut                   | Johansen I              | Gesundheit und Umwelt            |
| 4. April 1995      | 19. September 1997 | Peter Grønvold Samuelsen                                                     | * 1960               | Siumut                   | Johansen II             |                                  |
| 19. September 1997 | 21. Februar 1999   | Paaviaaraq Heilmann (Erwerb) Peter Grønvold Samuelsen (Tourismus und Handel) | * 1958 *1960         | Siumut                   | Motzfeldt VI            |                                  |
| 21. Februar 1999   | 24. September 2001 | Josef Motzfeldt (Handel) Simon Olsen (Politiker, 1938) (Erwerb)              | * 1941 1938–2013     | Inuit Ataqatigiit Siumut | Motzfeldt VII           |                                  |
| 24. September 2001 | 7. Dezember 2001   | Jonathan Motzfeldt                                                           | 1938–2010            | Siumut                   | Motzfeldt VII           |                                  |
| 7. Dezember 2001   | 14. Dezember 2002  | Zuständigkeit unklar                                                         | Zuständigkeit unklar | Zuständigkeit unklar     | Motzfeldt VIII          | Zuständigkeit unklar             |
| 14. Dezember 2002  | 20. Januar 2003    | Mikael Petersen                                                              | * 1956               | Siumut                   | Enoksen I               |                                  |
| 20. Januar 2003    | 13. September 2003 | Finn Karlsen                                                                 | * 1952               | Atassut                  | Enoksen II              |                                  |
| 13. September 2003 | 1. Dezember 2005   | Johan Lund Olsen                                                             | * 1958               | Inuit Ataqatigiit        | Enoksen III             |                                  |
| 1. Dezember 2005   | 12. Juni 2009      | Siverth K. Heilmann                                                          | * 1953               | Atassut                  | Enoksen IV, V           |                                  |
| 12. Juni 2009      | 5. April 2013      | Ove Karl Berthelsen                                                          | * 1954               | Inuit Ataqatigiit        | Kleist                  |                                  |
| 5. April 2013      | 1. Oktober 2014    | Jens-Erik Kirkegaard                                                         | * 1975               | Siumut                   | Hammond I, Hammond II   |                                  |
| 1. Oktober 2014    | 12. Dezember 2014  | Finn Karlsen (interim)                                                       | * 1952               | Siumut                   | Kielsen (interim)       |                                  |
| 12. Dezember 2014  | 3. November 2015   | Vittus Qujaukitsoq                                                           | * 1971               | Siumut                   | Kielsen I               |                                  |
| 3. November 2015   | 2. Februar 2016    | Randi Vestergaard Evaldsen (interim)                                         | * 1984               | Demokraatit              | Kielsen I               |                                  |
| 2. Februar 2016    | 24. April 2017     | Vittus Qujaukitsoq                                                           | * 1971               | Siumut                   | Kielsen I, Kielsen II   |                                  |
| 24. April 2017     | 15. Mai 2018       | Hans Enoksen                                                                 | * 1956               | Partii Naleraq           | Kielsen II              |                                  |
| 15. Mai 2018       | 9. April 2019      | Aqqalu Jerimiassen                                                           | * 1986               | Atassut                  | Kielsen III, Kielsen IV |                                  |
| 9. April 2019      | 10. April 2019     | Karl Frederik Danielsen (interim)                                            | * 1971               | Siumut                   | Kielsen V               |                                  |
| 10. April 2019     | 29. Mai 2020       | Jess Svane                                                                   | * 1959               | Siumut                   | Kielsen V               |                                  |
| 29. Mai 2020       | 8. Februar 2021    | Jens Frederik Nielsen                                                        | * 1991               | Demokraatit              | Kielsen VI              |                                  |
| 8. Februar 2021    | 23. April 2021     | Vittus Qujaukitsoq (interim)                                                 | * 1971               | Nunatta Qitornai         | Kielsen VI              |                                  |
| 23. April 2021     | 5. April 2022      | Pele Broberg                                                                 | * 1972               | Naleraq                  | Egede I                 |                                  |
| 5. April 2022      | 25. September 2023 | Vivian Motzfeldt                                                             | * 1972               | Siumut                   | Egede II                |                                  |
| 25. September 2023 | amtierend          | Naaja H. Nathanielsen                                                        | * 1975               | Inuit Ataqatigiit        | Egede II                |                                  |